# Lomas de Zamora (município)
Lomas de Zamora é um partido (município) da província de Buenos Aires, na Argentina. Possuía, de acordo com estimativa de 2019, 645.880 habitantes.